# مايك بورنس (لاعب كرة قاعدة)
مايك بورنس (بالإنجليزية: Mike Burns) هو لاعب كرة قاعدة أمريكي، ولد في 14 يوليو 1978 في ويستمينستير في الولايات المتحدة.

## وصلات خارجية
- مايك بورنس على موقع دوري كرة القاعدة الرئيسي (الإنجليزية)
- مايك بورنس على موقعبيزبول رفرنس.كوم (الدوري الرئيسي) (الإنجليزية)
- مايك بورنس على موقعبيزبول رفرنس.كوم (الدوري الثانوي) (الإنجليزية)
- مايك بورنس على موقع إي إس بي إن.كوم (أم.أل.بي) (الإنجليزية)
- مايك بورنس على موقع مشجعي الرسوم البيانية (الإنجليزية)